# Íþróttabandalag Vestmannaeyja
ÍBV é uma equipa Islandesa com vários desportos, sendo o principal destaque o  futebol com sede na cidade de Vestmannaeyjar. Disputa a primeira divisão de futebol da Islândia.
Os seus jogos são disputados no Hásteinsvöllur, que possui capacidade para 983 pessoas.

## Títulos
- Campeonato Islandês: 3 (1979 - 1997 - 1998)
- Copa da Islândia: 5 (1968 - 1972 - 1981 - 1988 - 2017)

 O paragrafo Íslandsmeistari. do site da equipe é reportado os títulos.  

## Elenco
Atualizado em 2013.
Nota: Bandeiras indicam equipe nacional, conforme definido pelas regras de elegibilidade da FIFA. Os jogadores podem ter mais de uma nacionalidade não-FIFA.
| N.º |            | Posição | Jogador                  |
| --- | ---------- | ------- | ------------------------ |
| 1   | Inglaterra | G       | David James              |
| 2   | Islândia   | D       | Brynjar Gauti Guðjónsson |
| 3   | Inglaterra | D       | Matt Garner              |
| 4   | Islândia   | M       | Gunnar Már Guðmundsson   |
| 6   | Islândia   | M       | Gunnar Þorsteinsson      |
| 7   | Islândia   | D       | Hermann Hreiðarsson      |
| 8   | Islândia   | D       | Yngvi Magnús Borgþórsson |
| 9   | Islândia   | M       | Arnar Bragi Bergsson     |
| 10  | Inglaterra | A       | Aaron Spear              |
| 11  | Islândia   | A       | Víðir Þorvarðarsson      |
| 14  | Islândia   | M       | Ragnar Leósson           |
| 15  | Uganda     | M       | Tony Mawejje             |
| 16  | Islândia   | D       | Jón Ingason              |
| 17  | Islândia   | M       | Ragnar Pétursson         |

| N.º |            | Posição | Jogador                         |
| --- | ---------- | ------- | ------------------------------- |
| 18  | Islândia   | D       | Davíð Þorleifsson               |
| 19  | Islândia   | D       | Arnór Eyvar Ólafsson            |
| 20  | Islândia   | A       | Björn Axel Guðjónsson           |
| 22  | Islândia   | A       | Gauti Þorvarðarson              |
| 23  | Islândia   | D       | Eiður Aron Sigurbjörnsson       |
| 24  | Islândia   | M       | Óskar Elías Óskarsson           |
| 25  | Islândia   | G       | Guðjón Orri Sigurjónsson        |
| 26  | Islândia   | M       | Bjarki Axelsson                 |
| 27  | Inglaterra | M       | Bradley Simmonds                |
| 28  | Islândia   | M       | Birkir Hlynsson                 |
| 30  | Inglaterra | M       | Ian Jeffs                       |
|     | Islândia   | M       | Kristinn Skæringur Sigurjónsson |
|     | Inglaterra | A       | James Frayne                    |

## Jogadores Notaveis
Jogadores que se destacaram pelo ÌBV.